# Jassidophaga chiiensis
Jassidophaga chiiensis är en tvåvingeart som först beskrevs av Ouchi 1943.  Jassidophaga chiiensis ingår i släktet Jassidophaga och familjen ögonflugor. Inga underarter finns listade i Catalogue of Life.